# Robert Murray Keith
Robert Murray Keith (dit Robert Murray Keith The Younger, pour le différencier de son père, homonyme), né le 20 septembre 1730 à Édimbourg et mort le 22 juin 1795, est un homme politique, militaire et diplomate britannique, élu au Parlement de Grande-Bretagne entre 1775 et 1780.

## Biographie
Après avoir obtenu son brevet d'officier en 1747, il entre dans la Brigade écossaise alors au service de la Hollande. Quand son régiment est supprimé en 1752, il ne trouva pas à s'employer dans les armées britanniques. Il rejoignit alors son père alors ministre plénipotentiaire à Vienne et cherche un emploi militaire dans l'Empire. Il est rappelé en 1757 et rejoignit le 3rd Regiment of Foot (Howard’s). Il devint aide de camp de George Germain et participa à la bataille de Minden. Il est ensuite chargé de la création du en:87th Regiment of Foot (Keith's Highlanders) qui prend son nom. Il le commande pendant la Guerre de Sept Ans sur le continent jusqu'à sa dissolution en 1763.
En 1769, il est nommé « envoy-extraordinary » en Saxe. En 1771, il devient ministre plénipotentiaire au Danemark. Il y prend la défense de la reine Caroline-Mathilde de Hanovre, sœur du roi de Grande-Bretagne George III, menaçant de faire bombarder Copenhague. Le roi lui en sait gré et le fait chevalier de l'Ordre du Bain. Il passe les vingt années suivantes comme « envoy-extraordinary » auprès de la cour de Vienne.
Il est cependant élu pour le Peeblesshire au Parlement de Grande-Bretagne, sans jamais venir une seule fois à la Chambre.